# Анастас Павлов
Анастас Павлов Танов – Тасо е български сценарист, режисьор, писател и преводач.

## Биография
Роден е на 6 юни 1926 г. в град София в семейство на занаятчия. Първоначално учи в Класическата гимназия в София, но след изключването му за „подривна дейност“ е преместен в Класическата гимназия в Шумен, където леля му е учителка и съдейства за прехвърлянето му (защото гимназията е девическа). През 1951 завършва Софийски държавен университет специалност история и втора специалност литература. От 1954 г. се занимава активно и единствено с литературна дейност. Сътрудничи в детски и пионерски издания като сп.„Дружинка“, сп.„Славейче“, сп. „Пионерски ръководител“, в. „Септемврийче“ където се поместват негови стихове и разкази. Има печатани произведения, преводи и статии във в.„Литературен фронт“ (сега „Литературен форум“), сп.„Септември“, сп.„Пламък“, в.„Демокрация“, сп.„Демократичен преглед“ и др.
По време на следването си работи като леяр в Д.И.П.Стоманолеярна „Електрометал“ (прекратява поради инцидент) учител в с. Осеновлаг, Софийска околия (прекратява, защото е призован да отбие военна служба)
През 1957 г. започва работа като редактор в сп. „Пионерски ръководител“ по заместване.
От 1959 – 1960 и през 1965 г. работи в Студия за Игрални филми (и двата пъти е отстранен поради анонимен донос, че брат му Павел Павлов е невъзвращенец и заради изказвания подронващи авторитета на тогаващната власт)
Работи като главен редактор на сп.„Славейче“
Има отпечатани негови преводи на стихове на Хайне.
Произведенията му са превеждани на много езици.
Член е на СБП.
Автор е на система за спортен бридж АПАТА.
През 2020 приказката му „Шареното човече“ е поместена за изучаване в учебниците на началния курс на обучение.
Умира на 19 ноември 2006 г. в София

## Филмография
Като режисьор
- Шареното човече (1968)

Като сценарист
- Капитанът (1963)
- Хепи енд (1969)
- Петльовата пара (1970)
- Тримата глупаци – ловци (1972)
- Страх (1973)
- Тримата глупаци и автомобилът (1973)
- Тримата глупаци и кравата (1974)
- Славното момче (тв, 1974)

## Произведения
Пиеси
- „Ая“
- „Юнакът и деня“

Разкази
- „Мед от диви пчели“
- „Задочен преглед“

Повести
- „Ванчо поспаланчо“ (изд. „Народна младеж“ 1956 г.)
- „Бригадата на майстор Чук“ (изд. „Народна младеж“ 1958)
- „Цирк“ (изд. „Български художник“ 1958)
- „Къщичка на колела“ (изд. „Български писател“ 1974)
- „Славното момче“ (изд. „Български писател“ 1982)
- „Капитанът“ (изд. „Български писател“ 1986)

Приказки
- „Шареното човече“
- „Юнакът, що носел три планини“
- „Майчина обич“
- „Камъчето“
- „Заешките палачинки“
- „Хоро“
- „Нежното таралежче“
- „Белокосата жена“
- „Лек за шепа боб“